# Mariscalato de Alcalá del Valle
El mariscalato de Alcalá del Valle es un título nobiliario y cargo militar español creado por Felipe II en 1566 a favor de Diego de Bernuy y Barba, ii señor de Benamejí. Su nombre se refiere al municipio andaluz de Alcalá del Valle, en la provincia de Cádiz. 
El xii mariscal desde 1993 hasta 2015 fue Fernando de Aguayo y de Escalada Bernuy y de la Bastida, xii mariscal de Alcalá del Valle, vi marqués de Villaverde de Aguayo, ix conde de Villaverde la Alta. La actual xiii mariscala de Alcalá del Valle  desde 2015 es María del Pilar Igea y Gracia, sobrina-nieta del anterior.